# Delegati dal Montana al Congresso degli Stati Uniti d'America
Sin dall'ammissione all'Unione come stato, avvenuta nel 1889, il Montana è rappresentato al Congresso degli Stati Uniti da una delegazione al Senato e alla Camera dei rappresentanti. Ogni stato elegge due senatori con mandati di sei anni, a prescindere dalla popolazione dello stato; quelli del Montana appartengono alle classi 1 e 2 e fino al 1913 furono eletti dalla Legislatura del Montana; da allora, con l'approvazione del XVII emendamento della Costituzione, i senatori sono eletti dalla popolazione. Elegge inoltre ogni due anni un numero di rappresentanti alla Camera in numero proporzionale alla popolazione; il numero di rappresentanti è aggiornato ogni dieci anni in funzione dei risultati del censimento decennale. Il numero di delegati attuali è pari a 2, con un incremento di uno dal 2023 per effetto del censimento del 2020.
Prima di divenire uno stato, il Territorio del Montana elesse un delegato non votante dal 1864 al 1889.

## Camera dei rappresentanti

### Delegati attuali
La delegazione alla Camera dei rappresentanti ha un totale di due rappresentanti, tutti repubblicani.
| Distretto | Rappresentante | Partito      | CPVI (2025) | Inizio mandato | Mappa del distretto |
| --------- | -------------- | ------------ | ----------- | -------------- | ------------------- |
| 1°        | Ryan Zinke     | Repubblicano | R+5         | 3 gennaio 2023 |                     |
| 2°        | Troy Downing   | Repubblicano | R+15        | 3 gennaio 2025 |                     |

## Senato
| Senatore              | Congresso       | Senatore             |
| Classe 1              | Congresso       | Classe 2             |
| --------------------- | --------------- | -------------------- |
| Wilbur F. Sanders (R) | 51 (1889-1891)  | Thomas C. Power (R)  |
| Wilbur F. Sanders (R) | 52 (1891-1893)  | Thomas C. Power (R)  |
| Lee Mantle (R)        | 53 (1893-1895)  | Thomas C. Power (R)  |
| Lee Mantle (R)        | 54 (1895-1897)  | Thomas H. Carter (R) |
| Lee Mantle (R)        | 55 (1897-1899)  | Thomas H. Carter (R) |
| William A. Clark (D)  | 56 (1899-1901)  | Thomas H. Carter (R) |
| Paris Gibson (D)      | 57 (1901-1903)  | William A. Clark (D) |
| Paris Gibson (D)      | 58 (1903-1905)  | William A. Clark (D) |
| Thomas H. Carter (R)  | 59 (1905-1907)  | William A. Clark (D) |
| Thomas H. Carter (R)  | 60 (1907-1909)  | Joseph M. Dixon (R)  |
| Thomas H. Carter (R)  | 61 (1909-1911)  | Joseph M. Dixon (R)  |
| Henry L. Myers (D)    | 62 (1911-1913)  | Joseph M. Dixon (R)  |
| Henry L. Myers (D)    | 63 (1913-1915)  | Thomas J. Walsh (D)  |
| Henry L. Myers (D)    | 64 (1915-1917)  | Thomas J. Walsh (D)  |
| Henry L. Myers (D)    | 65 (1917-1919)  | Thomas J. Walsh (D)  |
| Henry L. Myers (D)    | 66 (1919-1921)  | Thomas J. Walsh (D)  |
| Henry L. Myers (D)    | 67 (1921-1923)  | Thomas J. Walsh (D)  |
| Burton K. Wheeler (D) | 68 (1923-1925)  | Thomas J. Walsh (D)  |
| Burton K. Wheeler (D) | 69 (1925-1927)  | Thomas J. Walsh (D)  |
| Burton K. Wheeler (D) | 70 (1927-1929)  | Thomas J. Walsh (D)  |
| Burton K. Wheeler (D) | 71 (1929-1931)  | Thomas J. Walsh (D)  |
| Burton K. Wheeler (D) | 72 (1931-1933)  | Thomas J. Walsh (D)  |
| Burton K. Wheeler (D) | 73 (1933-1935)  | John E. Erickson (D) |
| Burton K. Wheeler (D) | 74 (1935-1937)  | James E. Murray (D)  |
| Burton K. Wheeler (D) | 75 (1937-1939)  | James E. Murray (D)  |
| Burton K. Wheeler (D) | 76 (1939-1941)  | James E. Murray (D)  |
| Burton K. Wheeler (D) | 77 (1941-1943)  | James E. Murray (D)  |
| Burton K. Wheeler (D) | 78 (1943-1945)  | James E. Murray (D)  |
| Burton K. Wheeler (D) | 79 (1945-1947)  | James E. Murray (D)  |
| Zales Ecton (R)       | 80 (1947-1949)  | James E. Murray (D)  |
| Zales Ecton (R)       | 81 (1949-1951)  | James E. Murray (D)  |
| Zales Ecton (R)       | 82 (1951-1953)  | James E. Murray (D)  |
| Mike Mansfield (D)    | 83 (1953-1955)  | James E. Murray (D)  |
| Mike Mansfield (D)    | 84 (1955-1957)  | James E. Murray (D)  |
| Mike Mansfield (D)    | 85 (1957-1959)  | James E. Murray (D)  |
| Mike Mansfield (D)    | 86 (1959-1961)  | James E. Murray (D)  |
| Mike Mansfield (D)    | 87 (1961-1963)  | Lee Metcalf (D)      |
| Mike Mansfield (D)    | 88 (1963-1965)  | Lee Metcalf (D)      |
| Mike Mansfield (D)    | 89 (1965-1967)  | Lee Metcalf (D)      |
| Mike Mansfield (D)    | 90 (1967-1969)  | Lee Metcalf (D)      |
| Mike Mansfield (D)    | 91 (1969-1971)  | Lee Metcalf (D)      |
| Mike Mansfield (D)    | 92 (1971-1973)  | Lee Metcalf (D)      |
| Mike Mansfield (D)    | 93 (1973-1975)  | Lee Metcalf (D)      |
| Mike Mansfield (D)    | 94 (1975-1977)  | Lee Metcalf (D)      |
| John Melcher (D)      | 95 (1977-1979)  | Paul G. Hatfield (D) |
| John Melcher (D)      | 96 (1979-1981)  | Max Baucus (D)       |
| John Melcher (D)      | 97 (1981-1983)  | Max Baucus (D)       |
| John Melcher (D)      | 98 (1983-1985)  | Max Baucus (D)       |
| John Melcher (D)      | 99 (1985-1987)  | Max Baucus (D)       |
| John Melcher (D)      | 100 (1987-1989) | Max Baucus (D)       |
| Conrad Burns (R)      | 101 (1989-1991) | Max Baucus (D)       |
| Conrad Burns (R)      | 102 (1991-1993) | Max Baucus (D)       |
| Conrad Burns (R)      | 103 (1993-1995) | Max Baucus (D)       |
| Conrad Burns (R)      | 104 (1995-1997) | Max Baucus (D)       |
| Conrad Burns (R)      | 105 (1997-1999) | Max Baucus (D)       |
| Conrad Burns (R)      | 106 (1999-2001) | Max Baucus (D)       |
| Conrad Burns (R)      | 107 (2001-2003) | Max Baucus (D)       |
| Conrad Burns (R)      | 108 (2003-2005) | Max Baucus (D)       |
| Conrad Burns (R)      | 109 (2005-2007) | Max Baucus (D)       |
| Jon Tester (D)        | 110 (2007-2009) | Max Baucus (D)       |
| Jon Tester (D)        | 111 (2009-2011) | Max Baucus (D)       |
| Jon Tester (D)        | 112 (2011-2013) | Max Baucus (D)       |
| Jon Tester (D)        | 113 (2013-2015) | John Walsh (D)       |
| Jon Tester (D)        | 114 (2015-2017) | Steve Daines (R)     |
| Jon Tester (D)        | 115 (2017-2019) | Steve Daines (R)     |
| Jon Tester (D)        | 116 (2019-2021) | Steve Daines (R)     |
| Jon Tester (D)        | 117 (2021-2023) | Steve Daines (R)     |
| Jon Tester (D)        | 118 (2023-2025) | Steve Daines (R)     |
| Tim Sheehy (R)        | 119 (2025-2027) | Steve Daines (R)     |